# تاشاغیل (بولوادین)
تاشاغیل (به ترکی استانبولی: Taşağıl) یک منطقهٔ مسکونی در ترکیه است که در بولوادین واقع شده‌است.